# Store Fuglede Sogn
Store Fuglede Sogn er et sogn i Kalundborg Provsti (Roskilde Stift). 
I 1800-tallet var Lille Fuglede Sogn anneks til Store Fuglede Sogn. Begge sogne hørte til Ars Herred i Holbæk Amt. Store Fuglede-Lille Fuglede sognekommune blev ved kommunalreformen i 1970 indlemmet i Hvidebæk Kommune, der ved strukturreformen i 2007 indgik i Kalundborg Kommune.
I Store Fuglede Sogn findes Store Fuglede Kirke.
I sognet findes følgende autoriserede stednavne:
- Flinterup (bebyggelse)
- Flinterup By (bebyggelse, ejerlav)
- Flinterupgård (landbrugsejendom)
- Store Fuglede (bebyggelse)
- St. Fuglede By (bebyggelse, ejerlav)
- Tystrup (bebyggelse)
- Tystrup By (bebyggelse, ejerlav)